# كارلوس سالغيرو
كارلوس سالغيرو (بالإسبانية: Carlos Salguero) هو لاعب كرة قدم أرجنتيني في مركز الهجوم، ولد في 10 مايو 1955 في Guaymallén Department ‏ في الأرجنتين، وتوفي في 26 ديسمبر 2006. لعب مع بوكا جونيورز وخيمناسيا إسغريما دي ميندوزا وكالغاري بومرز وكيلمس.